# Winconnection
O Winconnection é um servidor proxy brasileiro para a plataforma Windows, desenvolvido em C++ pela empresa Winco em 1998, sediada no Rio de Janeiro. Inicialmente tinha apenas funções básicas de compartilhamento, evoluindo para ser um gateway completo de rede.
Uma grande vantagem, é ter todos os serviços de rede no mesmo lugar. Assim seu maior mercado de usuários é no segmento das pequenas empresas, onde o administrador de rede não é um profissional dedicado a esta tarefa, mas precisam ter algum tipo de controle da internet e configuração de redes TCP/IP. Pode ser usado gratuitamente em redes com 5 computadores.

## Principais Funcionalidades
O programa é utilizado em redes que necessitem de ao menos um dos serviços abaixo:
- Compartilhamento de conexão internet
- Serviço de correio eletrônico
- Serviço de nomes dinâmico
- Filtro automático de conteúdo web
- Filtro de utilização do MSN Messenger
- Firewall
- Uso de Multiplos links de internet
- QoS
- Filtro Anti-SPAM
- IPS
- Servidor de VPN
- Alarme de falhas

## Serviços oferecidos pelo software
- Proxy Transparente (NAT)
- Servidor Proxy HTTP, HTTPS, POP3, SMTP, IMAP
- Controle de Banda de Internet, baseado em redes de acesso
- Suporte a qualquer tipo de conexão com a Internet.
- Firewall Integrado, com regras de acesso simplificadas.
- Servidor de Mensagem Instantânea com transferência de arquivos (Winco Messenger).
- Cliente DDNS (DNS Dinâmico).
- Servidor DHCP.
- Links TCP e UDP mapeados. Possui redirecionamento de protocolo (serviço Winsock).
- Controle e filtro de conteúdo
- Antispam